# Paulo Nascimento Moraes
Paulo Augusto do Nascimento Moraes, mais conhecido como Paulo Nascimento Moraes (São Luís, 23 de novembro de 1912 - São Luís, 11 de setembro de 1991) foi um jornalista, poeta e cronista brasileiro, filho do também escritor Nascimento Moraes e irmão de Nascimento Morais Filho. Foi membro da Academia Maranhense de Letras,ocupando a cadeira n.º 16, na sucessão de Domingos Vieira Filho.

## Obras
- Aquarelas de Luz (1972)